# Košťálová zelenina

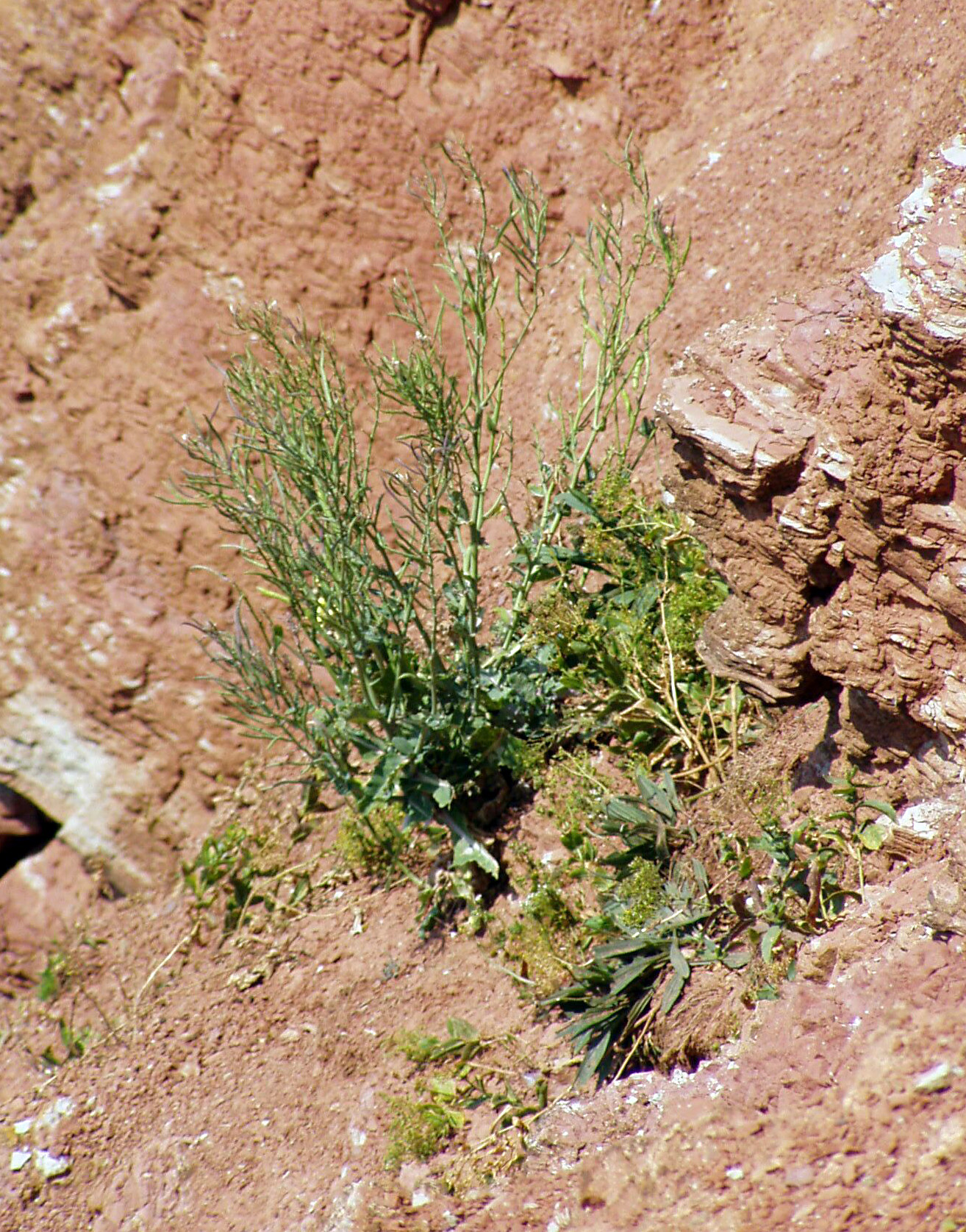
Planá brukev zelná

Košťálová zelenina je zelenina se ztlustlou lodyhou, tj. s košťálem. Jsou to rostliny rodu brukev (Brassica) z čeledi brukvovité (Brassicaceae). Mezi košťálové zeleniny, které patří do druhu brukev zelná (Brassica oleracea), se řadí zelí, kapusta, kadeřávek, květák, brokolice a kedluben. Do druhu brukev čínská (Brassica sinensis) patří zelí čínské a do druhu Brassica campestris patří zelí pekingské. Květák a brokolice jsou jednoleté, ostatní výše vyjmenované jsou dvouleté rostliny. Z rodu artyčok sem patří artyčok kardový.

## Původ
Nejznámější košťálová zelenina, hlávkové zelí, pochází z Evropy. Prapředek dnešních košťálovin, brukev zelná, divoce rostla a místy stále roste od jihozápadu Středozemního moře až po Irsko. Tuhle bylinu začali staří Římané šlechtit a dali ji název (Caulis), tj. lodyha, košťál. Za mnohá staletí se tak podařilo vyšlechtit z neduživých rostlinek hlávková zelí, kapusty a brokolice do mnoha dnešních podob. Květák byl zase vypěstován v raném novověku arabskými národy, z drobných zelených růžiček se podařilo postupně získat až dnešní bílé obří růžice. Nejmladší je růžičková kapusta, která byla vyšlechtěná v Belgii v 19. století. Kedluben má původ ve středozemí a až Číny pochází, jak název napovídá, čínské i pekingské zelí.

## Jednotlivé druhy

### Původní Mrkev veliká
Planá brukev zelná je vysoká bylina. Prvním rokem tvoří růžici velkých, tlustých, šťavnatých listů na zdřevnatělém košťálu, druhým rokem vyhání 1 až 2 m dlouhý stvol nesoucí žluté květy. Dobře snáší sucho, roste i na půdách s velkou salinitou i zásaditých (na vápencovém podloží), ale nesnáší konkurenci jiných rostlin. Proto se její výskyt většinou omezuje na útesy, kde jiné rostliny nerostou.

### Zelí hlávkové
Pěstuje se pro listy, které tvoří charakteristickou tuhou hlávku. Přestože se pěstuje od dob prvních Římanů, dosáhlo se uzavřené hlávky až ve 12. století, a to jak u bílého, tak u červeného zbarvení. Rozdíl mezi bílým a červeným zelím je mimo barvy a chuti i v tom, že červené zelí má méně vlákniny, více sacharidů a větší množství vitamínů a minerálu. Hlávky se liší nejen velikostí, ale i tvarem. Nově se hodně pěstují hlávky špičaté. Rozmáhají se i okrasné kultivary červeného a bílého zelí které hlávky netvoří.
Zelí lze uchovávat i jako kysané, což je pravděpodobně asi tatarský vynález, který se zalíbil Slovanům a ti s ním seznámili ostatní Evropu.[zdroj⁠?!] Tento zvláštní způsob konzervace spočívá v mléčném kvašení, vyvolaném mikroorganismem Streptococcus brassiace. Zvláštností, kterou prý tomuto způsobu konzervace dodali Čechové, je šlapání zelí.[zdroj⁠?!]

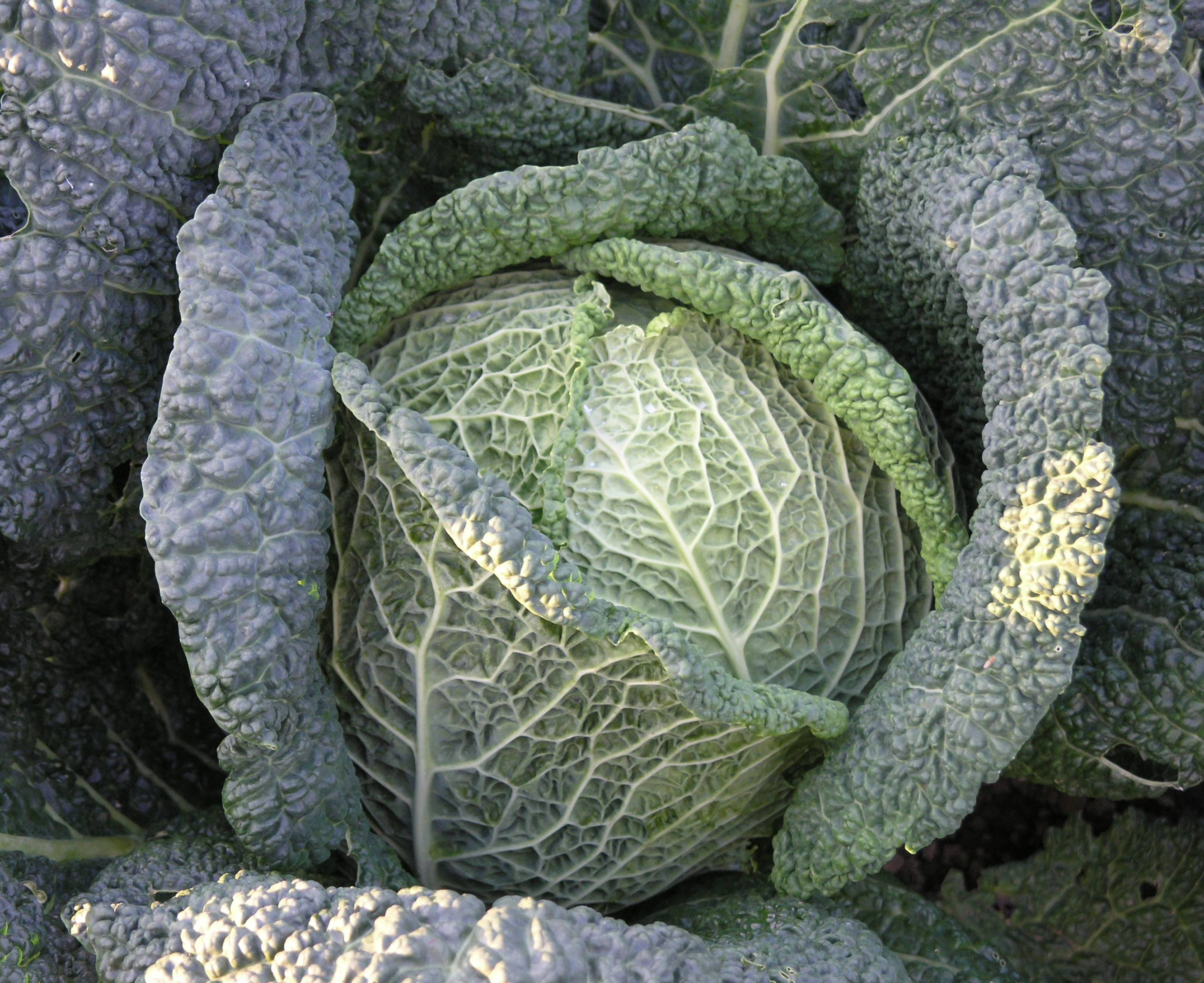
Kapusta hlávková

### Kapusta hlávková
Má tmavozelené zvlněné listy se zvláštní aromatickou chutí a vůni, vyžaduje tepelnou úpravu, jinak se používá obdobě jako zelí. Mezníkem v historii kapusty byl asi konec středověku, kdy byly vypěstovány první hlávky. Kapusta je otužilá rostlina a může přezimovat i na záhonu. Jedním z kultivarů je kapusta listová, kdy na košťálu vysokém až 120 cm vyrůstají křehké ploché listy, které se postupně sklízí, ve střední Evropě se však populární nestala.

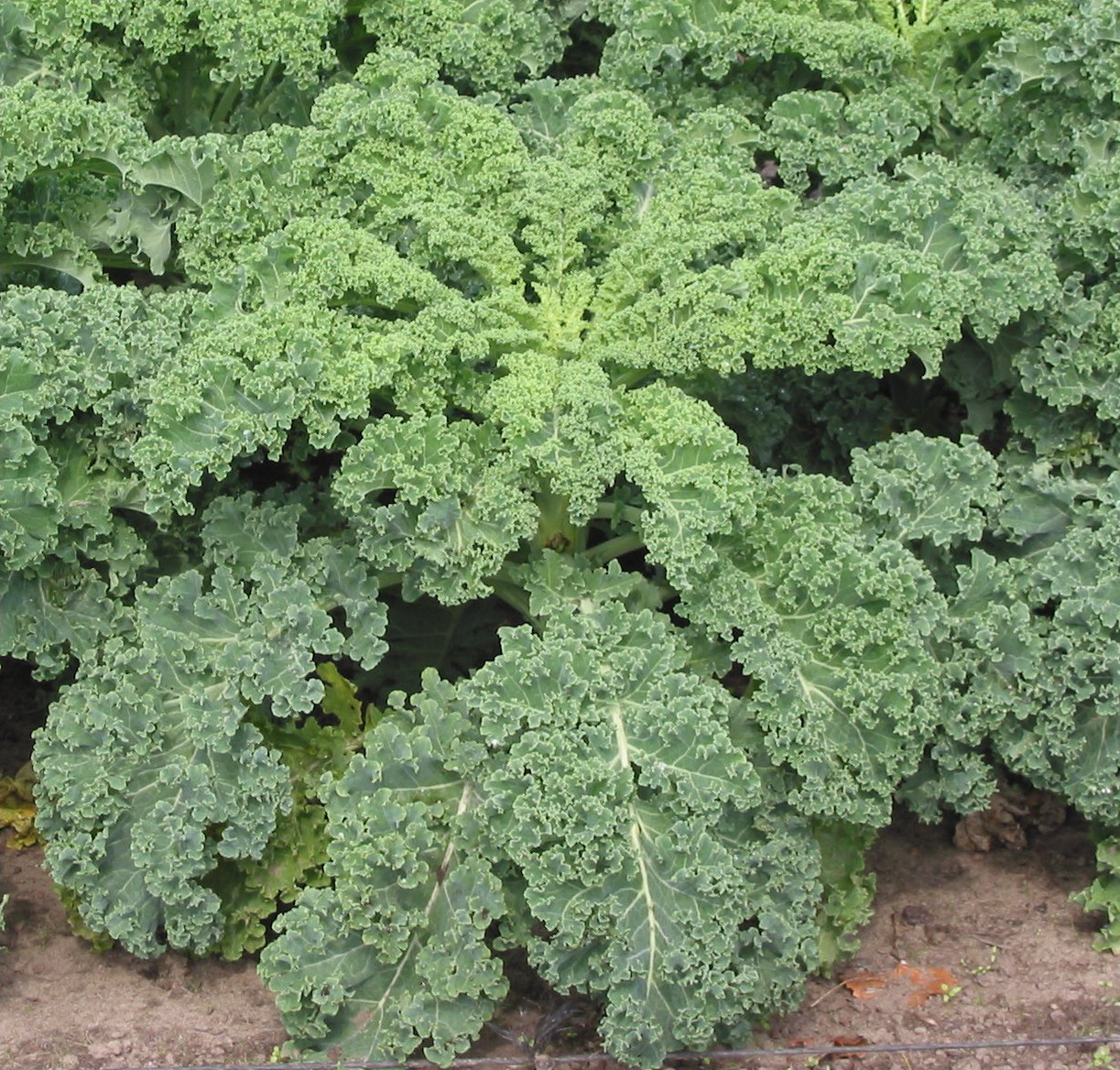
Kapusta kadeřavá (kadeřávek)

### Kadeřávek
Jinak také kapusta kadeřavá neboli jarmuz. Listová zelenina s vysokými výnosy zkadeřených (i hladkých) listů, které mají obdobné využití jako kapusta. Je ceněná zvláště v zimních měsících. Listy, které rostou na košťálu se sklízí postupně od října po celou zimu. Je to rostlina nejvíce podobná původnímu planému druhu. Používá se i jako rostlina dekorativní, může mít košťál vysoký až 3 metry a pak vzhledem připomíná palmu.

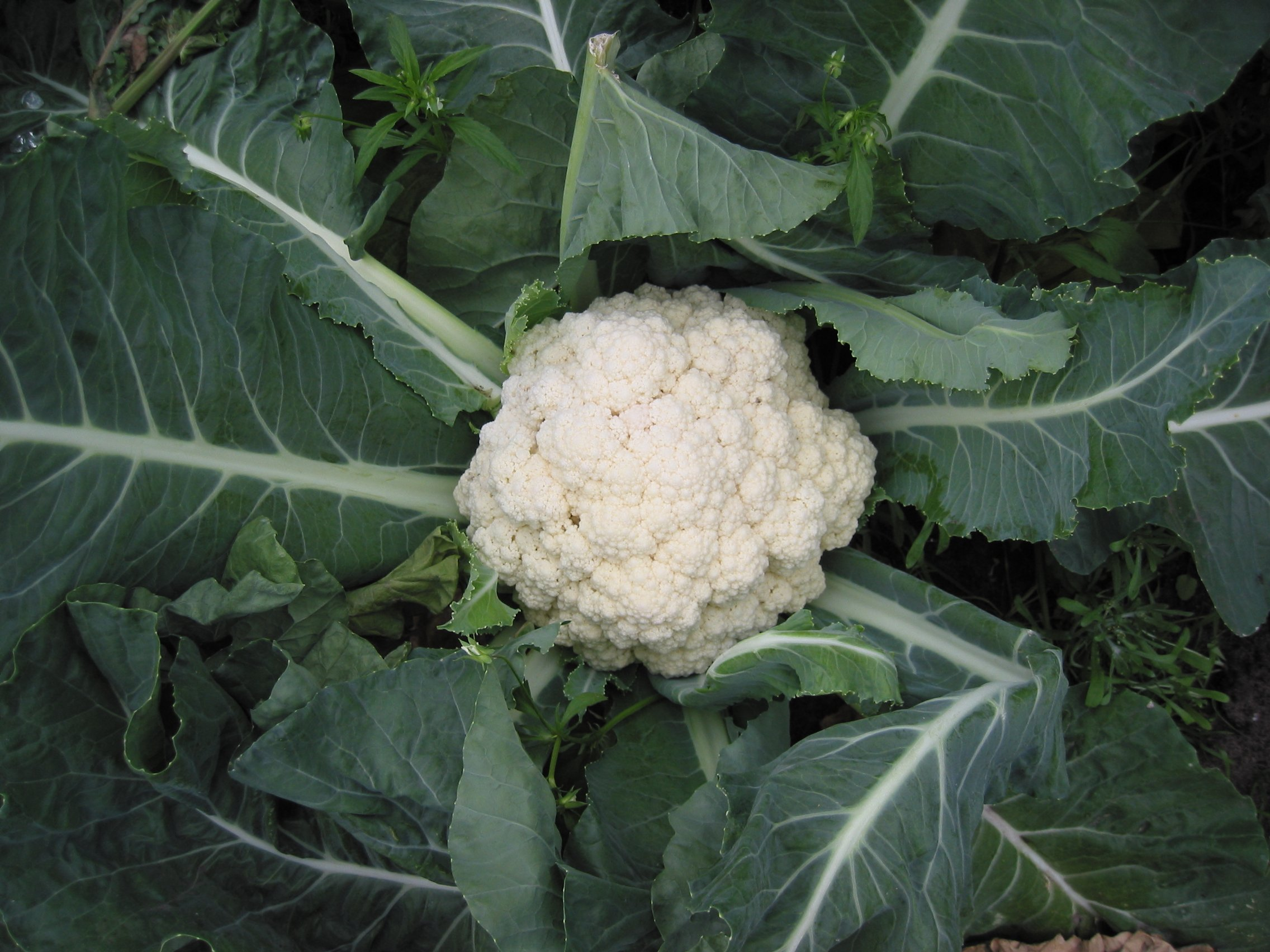
Květák

### Květák
Využívá se jeho nerozvinuté zdužnatělé květenství převážně bílé barvy. Je lehce stravitelný a považuje se za dietní potravinu. Vzhledem k menšímu kořenovému systému vyžaduje dostatečné množství snadno přijatelných živin a dostatečné zásobování rostlin vodou. Je nejnáročnější košťálovou zeleninou. Oproti ostatním má také krátkou dobu skladovatelností a to jen v úzkém teplotním rozmezí.

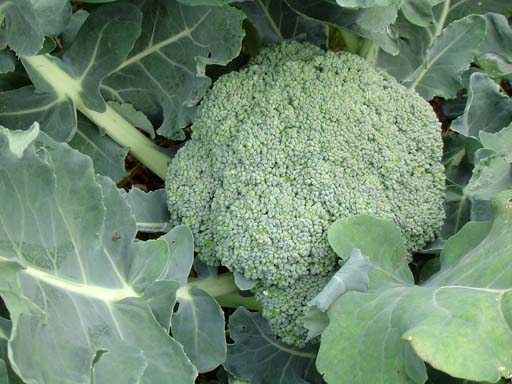
Brokolice

### Brokolice
Je příbuzná květáku, pěstuje se také pro své nerozvinuté květenství, které může být zelené, nachové nebo bílé. Je považována za jednu z nejhodnotnějších křehkých zelenin, díky vysokému obsahu vitamínů a minerálních látek.[zdroj⁠?!] Brokolice má typické aroma, které se zvýrazní při tepelné úpravě. Hlavní sklizeň je po narostení hlavní růžice, která se odřízne. Pokud se rostlina ponechá na záhonu, po čase narostou další, ale již menší.

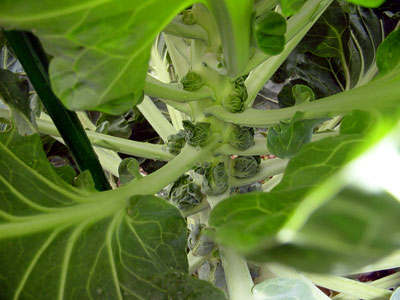
Růžičková kapusta

### Růžičková kapusta
Byla vyšlechtěna v Belgii asi kolem roku 1800. Pěstuje se pro drobné listy, vyvinuté z úžlabních pupenů, těsně semknuté do růžiček. Pro stejnoměrný vývoj růžiček se doporučuje odstranit koncem srpna růstový vrchol. Sklízí se postupně až do zámrazu (možno i v průběhu zimy), z jedné rostliny přibližně 0,3 kg růžiček. Lze ji používat jako čerstvou zeleninu z domácí sklizně od června do listopadu, jinak je k dostání ve zmražené formě.

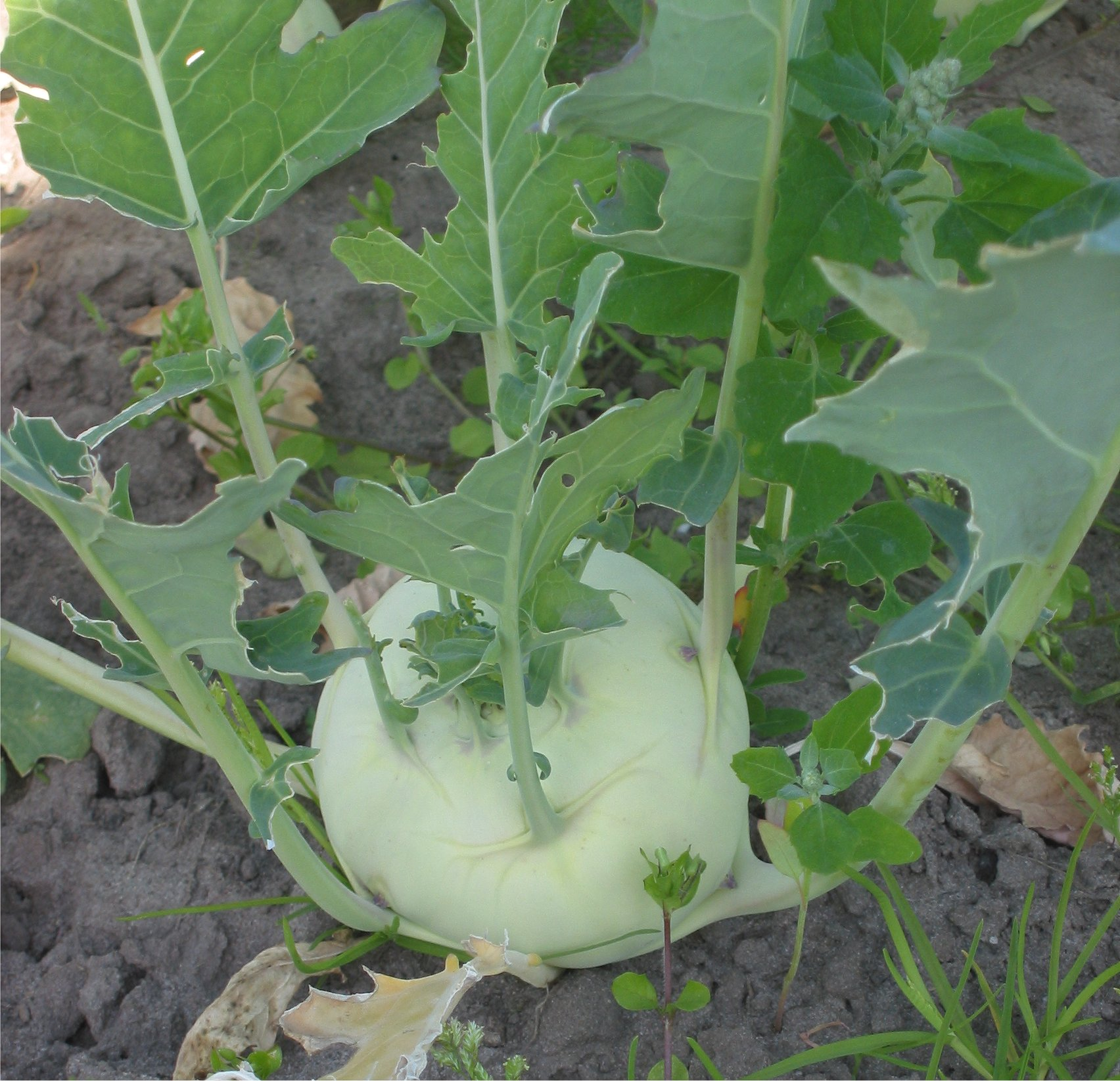
Kedlubna

### Kedlubna
Pěstuje se pro svou stonkovou hlízu, bulvu, buď světle či tmavě zelenou nebo červenou. Jíst se mohou také i povařené mladé listy. Jsou rostliny rané i pozdní. Nejčastější vadou je dřevnatost a pukání, hlavně při nepravidelné zálivce. Pro rychlení se používá pěstování ve foliových krytech. Při její přípravě nezapomínáme ani na malé středové lístečky, které jemně nakrájené přidáváme k pokrmům až po jejich tepelné úpravě.
Kromě „evropského kedlubnového vývojového centra“ ve Středozemí se dá mluvit i o centru tibetském nebo východoasijském. Společným pro obě linie je sklon ke tloustnutí stonku, košťálu. A tak v roce 1978 byla v Československu vyšlechtěna kedlubna pod názvem Gigant, který si získal věhlas.[zdroj⁠?!] Je veliký, nedřevnatí a podrží si po sklizni ještě dlouho dobré chuťové vlastnosti. Obsahuje především vitamin B1, Vitamin B2, Vitamin C, z minerálních látek soli draslíku, vápníku, fosforu a železa.

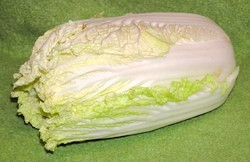
Čínské zelí

### Čínské zelí, pekingské zelí

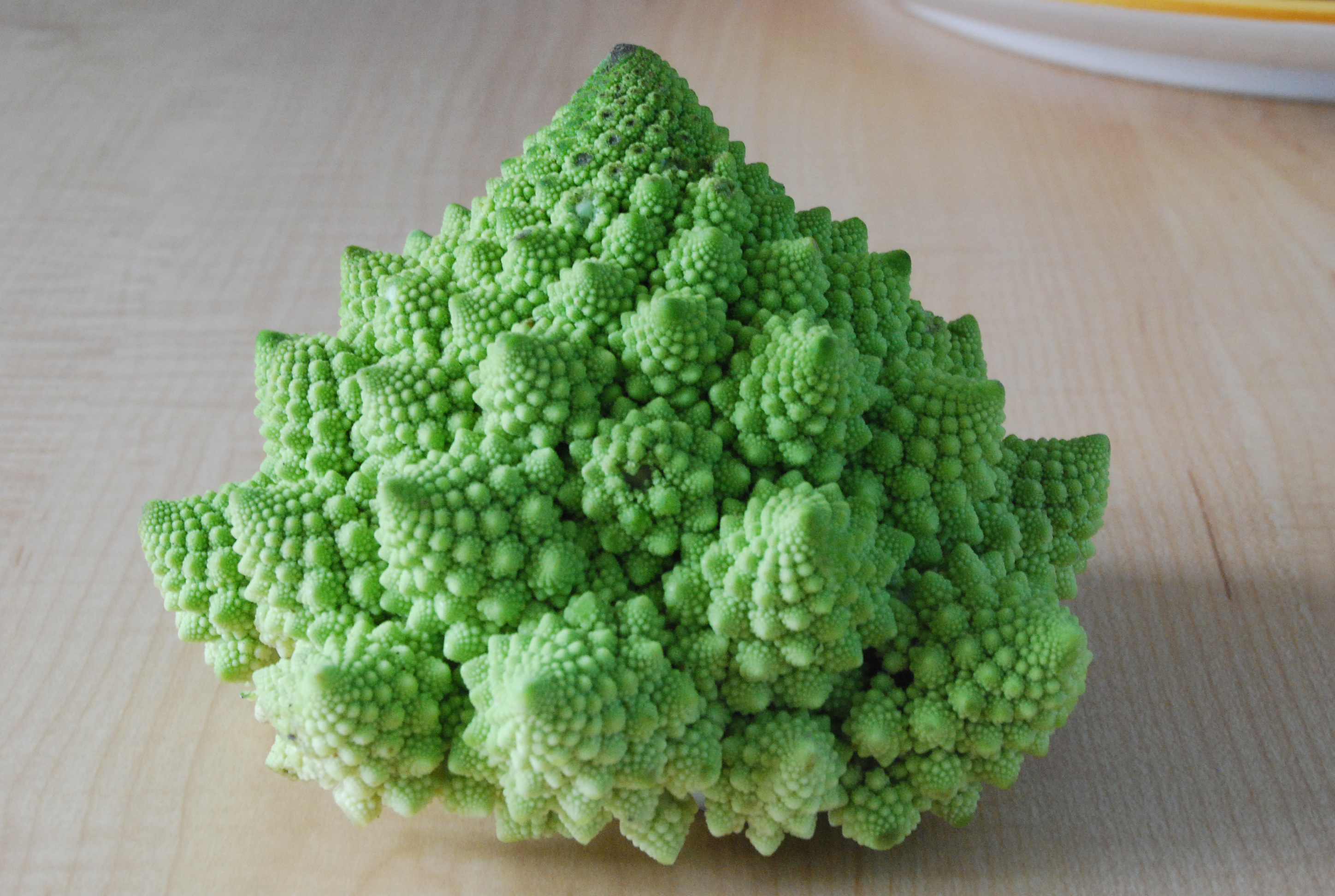
Kultivar "Romanesco"

Čínské zelí pěstované v Číně dorůstá až do 60 cm a v Česku se tyto odrůdy nepěstuji, zde pěstované odrůdy byly vyšlechtěny v Americe. Obdobné čínskému zelí je zelí pekingské. Rozdíl je v tom, že pekingské zelí vytváří řídké hlávky, má tedy uvnitř hlávky listy jemnější a křehčí. Listy a řapíky čínského zelí jsou zase aromatičtější, uvnitř hlávky není košťál.

### Romanesco
Ve Francii se od roku 1990 pěstuje nový druh košťálové zeleniny „Romanesco“ který má původ v Itálii na Jadranu. Tvarem a chutí se podobá květáku i brokolici, má pevnou růžici z drobných zelenožlutých růžiček uspořádaných do pyramidy.

## Pěstování
Brukvovité rostliny vyžadují úrodné půdy s dobrou zásobou živin a vysokou absorpci vody, půda by měla mít pH 6 až 7. Vyžadují pravidelnou vláhu, alespoň z počátku. Mají raději slunnější polohu, pěstujeme je v širokých sponech, nesnášejí hustou výsadbu.

## Použití

### Stravování
Brukvovitá zelenina, hlavně zelí, kapusta a kedluben, tvořila v minulosti jednu ze základních složek lidské stravy, a to během léta a pro svou skladovatelnost i v zimě. Tyto rostliny obsahují hodně vody, jejich kalorický obsah je velmi nízký, proto jsou také využívány při různých redukčních dietách. Teprve omaštěním se dostanou kaloricky na výši.
Hlávkové zelí, bílé nebo červené, je nejoblíbenější zeleninou nejen v Česku, ale v celé střední Evropě.[zdroj⁠?!] Konzumuje se nakrouhané buď syrové či lehce povařené formou salátů, nebo dušené klasickým „českým“ způsobem s jíškou jako příloha současně s brambory a knedlíky nebo se zelných listů užívá jako obalů pro různě připravená masa. Způsobem konzervace zelí je zakvašování, které je prastarým způsobem uchovávání přes zimní období zdroje potravy i nedostatkového vitamínu C.
Hlávková kapusta se používá převážně krouhaná dušená a připravují se z ní obdobně jako ze zelí přílohy ke knedlíkům a bramborám, nebo se celých listů využívá pro zabalení mletých mas.
Kedluben se konzumuje v syrovém stavu buď celý nebo nastrouhaný v salátech. Z nastrouhaného se také často „dělá kedlubnové zelí“, v němž se využívají i mladé listy. Jarní odrůdy jsou chutnější podzimních.

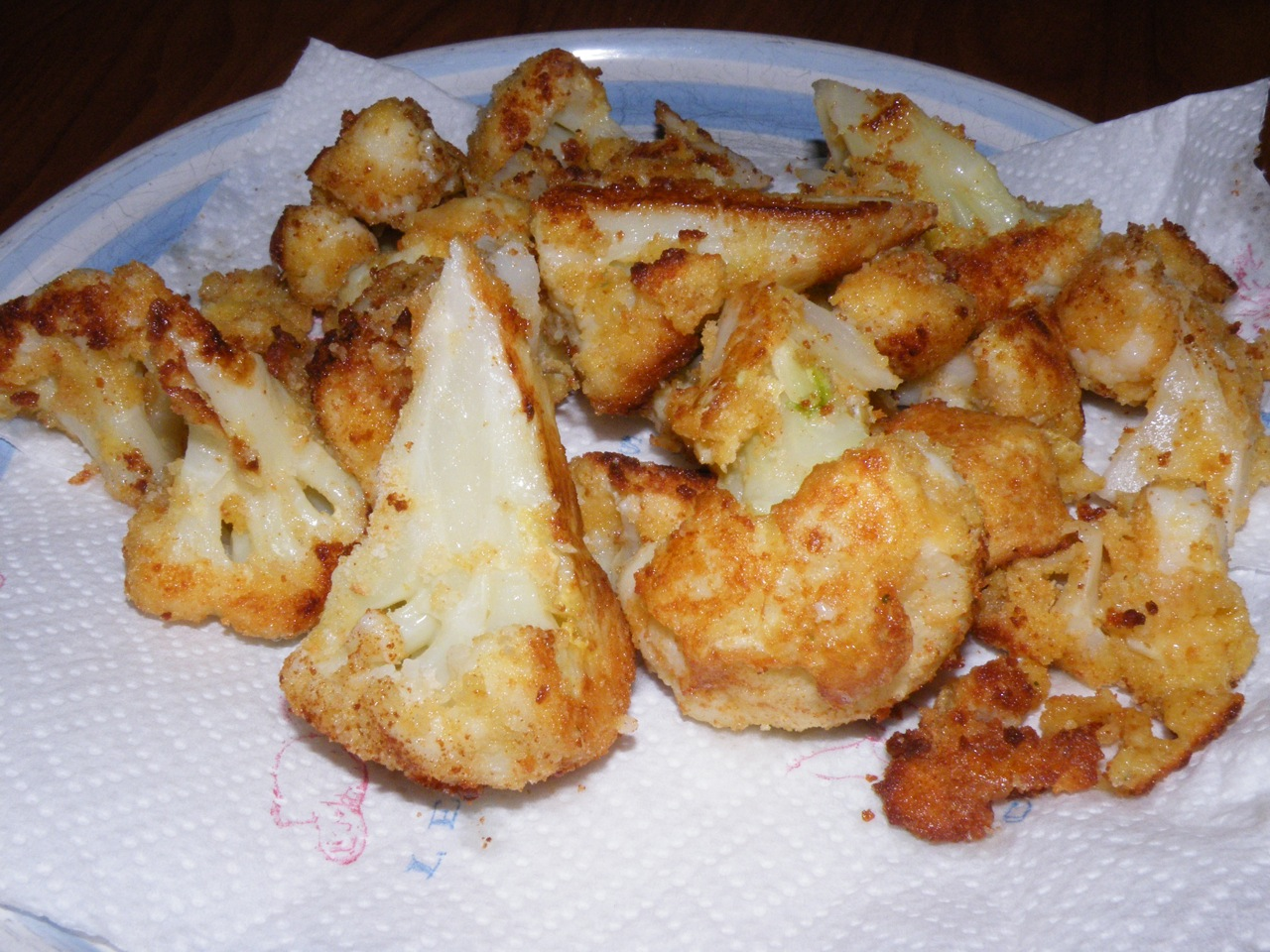
Smažený květák

Květáku se za syrova nebo mírně spařeného a rozebraného na drobné růžičky používá do zeleninových salátů, nebo se růžičky dozlatova osmaží v oleji, případně rozdrcený se zapéká či tvoří základ pro různé zeleninové placičky. Brokolice má obdobný způsob využití jako květák, snad jen častěji se zapéká s mletými masy, sýry a vejci.
Růžičková kapusta se konzumuje převařená buď jako součást zeleninových salátů či polévek nebo dušená i zapékaná jako příloha.
Kadeřávku se využívá stejně jako kapusty, navíc jeho čerstvé široké listy se také obalují v těstíčku a smaží na pánvi.
Čínské nebo pekingské zelí se převážně používá za syrová pro různé druhy zeleninových salátů.
U mnoha lidí je konzumace košťálové zeleniny spojená s plynatostí. Tato zelenina obsahuje komplex sacharidů, které žaludek ani tenké střevo nedokážou zcela rozložit. Když se pak dostanou do tlustého střeva, tamní bakterie je štěpí a vedlejšími produkty jsou oxid uhličitý, sirovodík a metan.

### Léčivé účinky
Brokolice, květák, kapusta, růžičková kapusta, zelí a další košťálová zelenina obsahují isothiocyanáty, to jsou látky, které působí proti rakovině – působí proti enzymům vedoucím ke vzniku nádorových buněk a mohou přispět k prevenci rakoviny.[zdroj⁠?!] Dále dusičnany a dusitany obsažené v košťálové zelenině mohou pomoci osobám po infarktu k rychlejšímu zotavení, tyto sloučeniny omezují rozsah a míru poškození srdce.[zdroj⁠?!] Obsahuje dále velké množství látek, které chrání buněčnou DNA před poškozením. Košťálová zelenina je všeobecně bohatá na vlákniny, minerální látky (fosfor, vápník a draslík) a vitamíny B, C, provitamín A a kyselinu listovou.
Košťálová zelenina je nízko kalorická a pro nulový obsah karbohydrátů je vhodná při keto dietě a nebo přerušovaném půstu.